# Salgesch
Salgesch é uma comuna da Suíça, no Cantão Valais, com cerca de 1.258 habitantes. Estende-se por uma área de 11,36 km², de densidade populacional de 111 hab/km². Confina com as seguintes comunas: Chandolin, Leuk, Miège, Mollens, Sierre, Varen, Veyras. 
A língua oficial nesta comuna é o Alemão.